# Friedrich Hopp
Friedrich Ernst Hopp (* 23. August 1789 in Brünn; † 23. Juni 1869 in Wien) war ein österreichischer Schauspieler und Schriftsteller.

## Leben
Hopp war der Sohn eines Fabrikangestellten. Zunächst schlug er eine kaufmännische Laufbahn ein, arbeitete als Handlungsreisender und Buchhalter und betätigte sich als Laienschauspieler. Ab 1815 war er an verschiedenen Theatern in Brünn, Graz, Bratislava und Baden engagiert, bis er 1822 eine Stelle am Wiener Theater in der Josefstadt erhielt. Ab 1825 war er parallel dazu am Theater an der Wien tätig. In Wien erlebte er den Höhepunkt seiner Schauspielerkarriere und avancierte zum Publikumsliebling. 1833 spielte er den Tischlergesellen Leim in der Uraufführung von Johann Nestroys Posse Der böse Geist Lumpazivagabundus.
Im Schatten Nestroys stehend und zunehmend erfolglos geworden verließ er 1846 das Theater in der Josefstadt und spielte an Provinztheatern. Von 1847 bis 1849 war er am Carltheater tätig, welches er jedoch nach einem Streit mit dem dortigen Direktor Carl Carl verließ. Erst nach dessen Tod kehrte er nach Wien zurück, wo er seine Schauspielerkarriere krankheitsbedingt 1862 am Theater am Franz-Josefs-Kai beendete.
Hopp verfasste auch selbst einige Possen. Sein erstes Theaterstück entstand 1829. Er galt als Volksdichter, der sich am Geschmack der einfachen Leute orientierte, und als Rivale von Karl Haffner und Friedrich Kaiser. Seine bedeutendsten Werke sind die 1840 uraufgeführten Stücke Doktor Fausts Hauskäppchen und Der Pelzpalatin und der Kachelofen. In Hopps heute nicht mehr erhaltener Bearbeitung des Stückes Der dreißigjährige ABC-Schütz spielte Nestroy die Hauptrolle.
Hopps Sohn Julius war Komponist und Kapellmeister am Theater an der Wien.

## Werke (Auswahl)
- Das schwarze Kind. Singspiel. 1829.
- Der Goldkönig, der Vogelhändler und der Pudelscheerer oder: die Eisenpforte im grauen Thale. Ein romantisch-komisches Zauberspiel in zwei Aufzügen. München 1835. – Volltext online.
- Die Bekanntschaft im Paradiesgarten, die Entführung vom grünen Baum, und die Verlobung in Untersendling. Eine Lokal-Posse mit Gesang in drei Akten. München 1837. – Volltext online.
- Die Bekanntschaft im Paradiesgarten, die Entführung auf dem Himmel, und die Verlobung im Elisium. Local-Posse mit Gesang in drei Aufzügen. Wien 1839. – Volltext online.
- Hutmacher und Strumpfwirker, oder: Die Ahnfrau im Gemeindestadel. Posse mit Gesang in zwei Aufzügen. Auf dem k. k. privil. Theater an der Wien zum ersten Mahle aufgeführt am 7. März 1837. Wien 1839. – Volltext online.
- Das Gut Waldegg, die Husaren und der Kinderstrumpf. Posse mit Gesang in drei Aufzügen, zum ersten Male aufgeführt im k. k. priv. Theater an der Wien, am 16. Mai 1838. Wien 1841. – Volltext online.
- Doctor Faust's Hauskäppchen, oder: Die Herberge im Walde. Posse mit Gesang in drei Aufzügen. Wien 1843. – Volltext online.
- Atlasshawl und Harrasbinde, oder: Das Haus der Confusionen. Posse mit Gesang in zwei Aufzügen. Wien 1849. – Volltext online.
- Lazarus Polkwitzer von Nikolsburg, oder: Die Landparthie nach Baden. Posse mit Gesang in zwei Aufzügen. Wien 1849. – Volltext online.
- Elias Regenwurm oder: Die Verlobung auf der Parforçe-Jagd. Posse mit Gesang in zwei Acten. Wien 1853. – Volltext online.
- Der Pelzpalatin und der Kachelofen, oder: Der Jahrmarkt zu Rautenbrunn. Posse mit Gesang in drei Aufzügen. Wien 1853. – Volltext online.
- Der Herr Bürgermeister und seine Familie. Charakterbild mit Gesang in drei Akten, im Theater am Franz-Josefs-Quai mit großem Beifall gegeben. Wien 1861. – Volltext online.
- Der Billeteur und sein Kind. Lustspiel mit Gesang in drei Akten, am 13. Dezember 1862 zum ersten Mal im k. k. priv. Theater an der Wien mit glängendem (sic!) Erfolg gegeben. Wien 1862. – Volltext online.
- Die fesche Godl. Skizzen aus dem Wiener Volksleben mit Gesang in drei Abtheilungen und sechs Bildern. Wien 1866. – Volltext online.